# Foo (data)
 For alternative betydninger, se Foo. (Se også artikler, som begynder med Foo)
Foo er et eksempel fra programmeringsverdenen på en metasyntaktisk variabel, og bruges som pladsholder for "navnet på det der diskuteres".
| Programmering | Spire Denne artikel om datalogi eller et datalogi-relateret emne er en spire som bør udbygges. Du er velkommen til at hjælpe Wikipedia ved at udvide den. |